# Usnea sphacelata
Usnea sphacelata è un lichene della famiglia Parmeliaceae.
Questa specie è diffusa in entrambe le regioni polari, nonché in Sud America e Nuova Zelanda.